# やぎ座オメガ星
やぎ座ω星（やぎざオメガせい、ω Capricorni、ω Cap）は、やぎ座の恒星である。視等級は4.14で、肉眼でもみることができる。年周視差に基づいて計算した太陽からの距離は、およそ1,040光年である。

## 名称
中国では、天田（拼音: Tiān Tián）という星官をみなみのうお座3番星、やぎ座24番星、やぎ座ψ星と共に形成する。やぎ座ω星自身は、天田二（拼音: Tiān Tián èr）つまり天田の2番星と呼ばれる。

## 特徴
やぎ座ω星は、進化の進んだ赤色巨星で、スペクトル型はM0 IIIとされ、変光星である可能性が指摘されている。また、バリウム星の一つに数えられ、S過程元素が過剰となっている。このことは、やぎ座ω星が、白色矮星と連星系を形成する可能性を示している。その位置天文学的特性と空間速度から、やぎ座ω星は、おおぐま座運動星団の候補天体とされており、また、25.7±1.9km/sという比較的高い特異速度を示すことから、逃走星である可能性もある。